# Historisch Festival Almelo
Het Historisch Festival Almelo is een re-enactmentevenement dat zich afspeelt in de Franse tijd (1795-1815) in Almelo.
Het eerste evenement was rond het 100-jarig bestaan van de samenvoeging van Stad en Ambt Almelo. 
Bij dit evenement in het Schelfhorstpark worden alle lokale basisscholen betrokken met een lespakket.
Centraal staat bij het evenement de Slag om Ruigerode, een  gespeelde veldslag in Napoleontische stijl die nooit heeft plaatsgevonden. In werkelijkheid is het niet Napoleon Bonaparte, maar zijn broer koning Lodewijk die Almelo heeft bezocht. Naast deze veldslag is er veel aandacht voor het dagelijks leven in en om het napoleontisch krijgsbedrijf en de lokale geschiedenis van Almelo in de Franse Tijd.
Binnen- en buitenlandse re-enactmentgroepen en tienduizenden bezoekers maken dit festival tot een groots evenement. 
In 2017 bouwde Bouwmensen Twente een semafoor na voor het festival, een communicatiemiddel uit de Franse Tijd dat door het festival beschreven werd als het internet van Napoleon.